# مقاطعة فولوسيا (فلوريدا)
مقاطعة فولوسيا، فلوريدا (بالإنجليزية: Volusia County, Florida)‏ هي إحدى مقاطعات ولاية فلوريدا في الولايات المتحدة. تأسست سنة 1854، بلغ عدد سكانها 496950 نسمة في عام 2010 حسب إحصاء مكتب تعداد الولايات المتحدة .

## وصلات خارجية
- www.volusia.org/